# Еталонна діброва (Ободівське лісництво)
Еталона діброва — ботанічна пам'ятка природи місцевого значення. Розташована на території Ободівської сільської ради Гайсинського району Вінницької області (Ободівське лісництво, кв.13 діл. 11) у лісовому масиві між селами Ободівка та Баланівка. Оголошена відповідно до рішення Вінницького облвиконкому від 29.08.1984 р. № 371. Охороняється високопродуктивне еталонне дубово-грабове насадження віком 100 років.